# Ashida Hitoshi

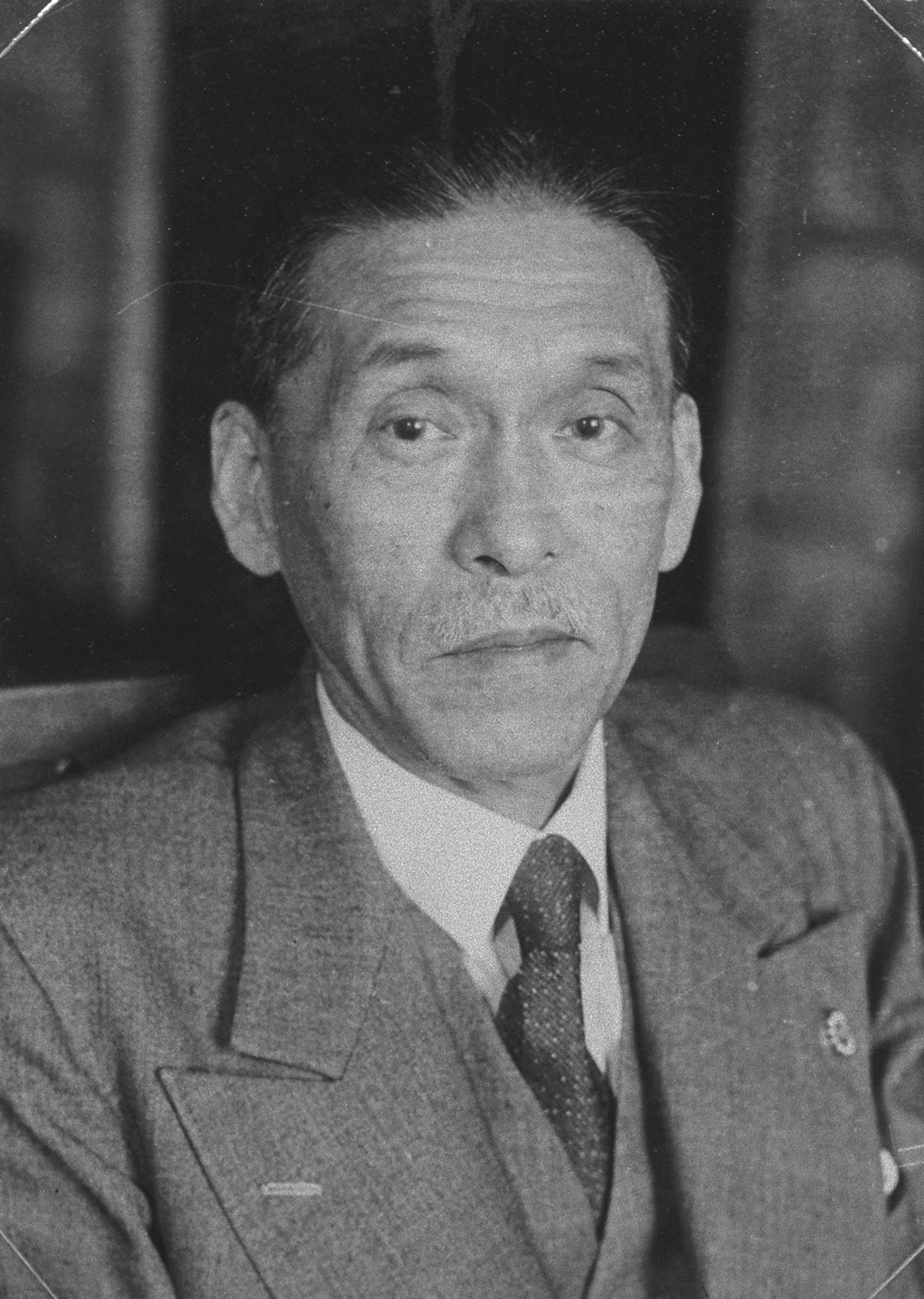
Ashida Hitoshi als Premierminister

Ashida Hitoshi (japanisch 芦田 均; * 15. November 1887 in Fukuchiyama, Präfektur Kyōto; † 20. Juni 1959 in der Präfektur Tokio) war ein japanischer Politiker und 1948 Premierminister Japans.

## Leben
Ashida wurde nach seinem Studienabschluss an der rechtswissenschaftlichen Fakultät der Kaiserlichen Universität Tokio 1912 Beamter im Außenministerium. Er war unter anderem in den Botschaften in Russland, Frankreich, der Türkei und Belgien tätig. 1932 verließ er das Ministerium und wechselte in die Politik.
Bei der Shūgiin-Wahl 1932 wurde Ashida für die Partei Rikken Seiyū-kai ins Shūgiin, das Unterhaus, gewählt, dem er danach bis zu seinem Tod angehörte. Von 1933 bis 1939 war er außerdem Präsident der Japan Times and Mail, einer englischsprachigen Zeitung in Tokio.

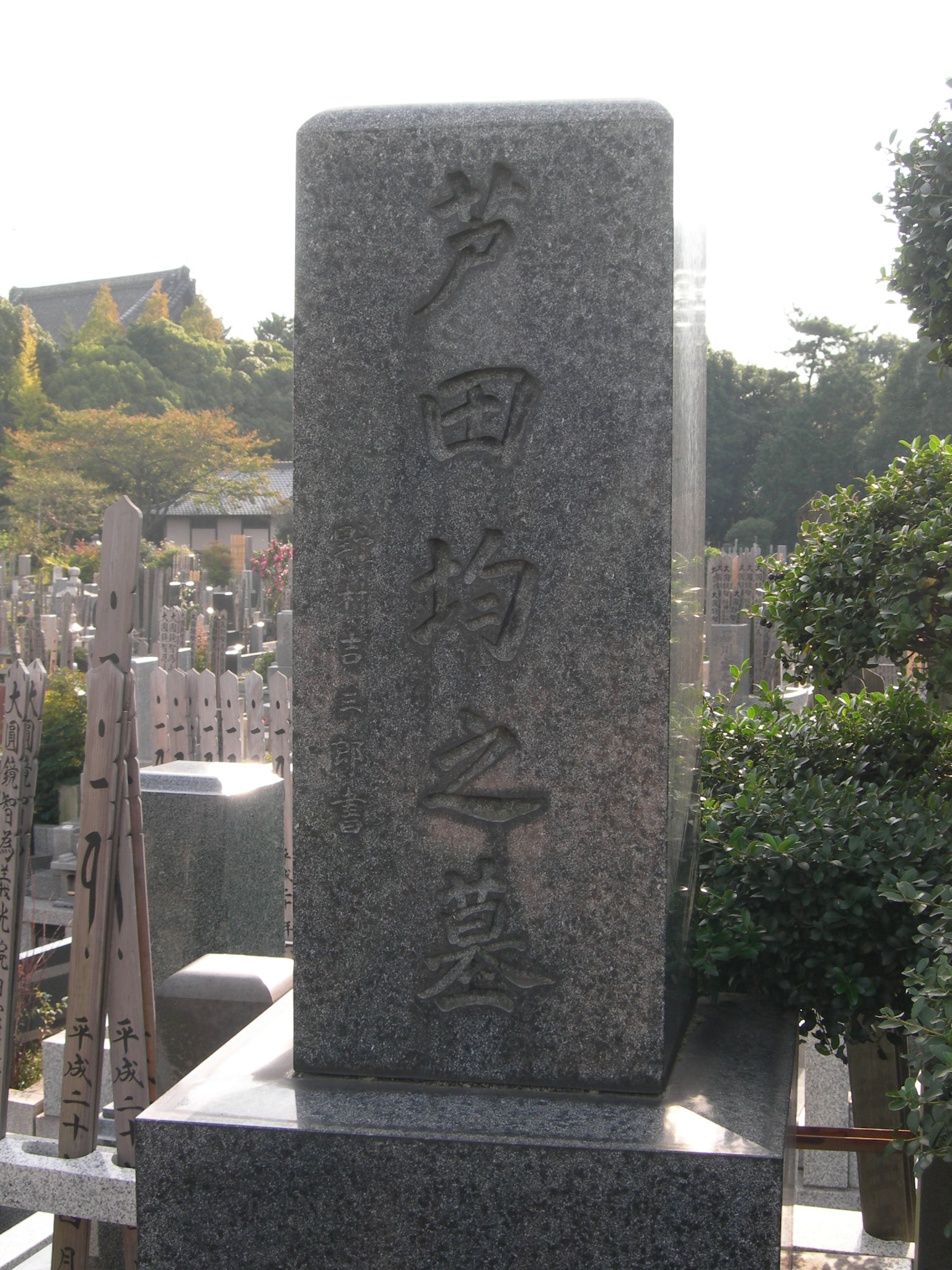
Ashidas Grab

Nach dem Zweiten Weltkrieg gehörte Ashida zunächst der Liberalen Partei Japans an, für die er als Sozialminister von 1945 bis 1946 dem Kabinett Shidehara angehörte. Er saß 1946 dem Ausschuss des Unterhauses vor, der an der Ausarbeitung einer neuen Verfassung auf Grundlage des Entwurfs von Douglas MacArthur und dem GHQ arbeitete. 1947 beteiligte er sich gemeinsam mit den Abgeordneten der „Fortschrittspartei Japans“ (Nihon Shimpo-tō) und Teilen der Liberalen an der Gründung der Demokratischen Partei und wurde Parteivorsitzender. In der Koalitionsregierung von Katayama Tetsu unter Führung der Sozialistischen Partei Japans (SPJ) war er stellvertretender Premierminister. Nach dem Rücktritt Katayamas wählte das Unterhaus Ashida am 21. Februar 1948 zum Nachfolger.
Als Premierminister übernahm er gleichzeitig das Außenministerium. Gegen seine Koalitionsregierung mit SPJ und Kokumin-kyōdō-tō wurden aber schon im April 1948 Korruptionsvorwürfe laut. Das Chemieunternehmen Shōwa Denkō hatte staatliche Kredite erhalten und dafür mutmaßlich Bestechungsgelder an hochrangige Beamte und Minister gezahlt. Die Vorwürfe verdichteten sich, das Parlament leitete im Juni 1948 Untersuchungen ein, und schließlich wurde Staatsminister Nishio Suehiro (SPJ) unter Bestechungsvorwürfen verhaftet. Am 5. Oktober traten Ashida und sein Kabinett zurück.
Im Dezember 1948 wurde Ashida selbst wegen des Shōwa-denkō-Skandals festgenommen, später aber von den Vorwürfen freigesprochen. Er gehörte später zur Kaishin-tō, zur Demokratischen Partei Japans und schließlich zur Liberaldemokratischen Partei.
Ashida starb im Alter von 71 Jahren an Krebs.